# ثماني كلورو ثنائي موليبدات البوتاسيوم
ثماني كلورو ثنائي موليبدات البوتاسيوم مركب كيميائي صيغته K4Cl8Mo2، ويوجد على شكل بلورات حمراء. يستحصل المركب عادة على شكل ثنائي هيدرات.

## التحضير
يحضر المركب بخطوتين انطلاقاً من سداسي كربونيل الموليبدنوم:
{\displaystyle {\ce {2 Mo(CO)6 + 4 HO2CCH3 -> Mo2(O2CCH3)4 + 2 H2 + 12 CO}}}
{\displaystyle {\ce {Mo2(O2CCH3)4 + 4 HCl + 4 KCl -> K4Mo2Cl8 + 4 HO2CCH3}}}
وصف تفاعل أسيتات الموليبدنوم مع حمض الهيدروكلوريك، وعُيّن الناتج حينها أنه يعطي مركبات ثلاثية الموليبدنوم؛ إلا أن الدراسات اللاحقة على البلورات بالأشعة السينية بينت البنية على أنها Mo2Cl8–4 وأن طول الرابطة Mo-Mo تبلغ 2.14 أنغستروم.